# Euxinella subaii
Euxinella subaii is een slakkensoort uit de familie van de Clausiliidae. De wetenschappelijke naam van de soort is voor het eerst geldig gepubliceerd in 2009 door Dedov & Neubert.